# ラウンズ郡 (ジョージア州)
ラウンズ郡（英: Lowndes County）は、アメリカ合衆国ジョージア州の南部に位置する郡である。人口は11万8251人（2020年）。郡庁所在地はバルドスタであり、同郡で人口最大の都市である。
ラウンズ郡はバルドスタ都市圏に含まれる。ジョージア州南部では商業、教育、製造業の中心であり、パルプおよびテレピン油や松ヤニなど海軍用物資を含むかなりの量の林業加工品を生産している。広さ53 km2の湿地であるグランドベイの一部が郡内に入っている。

## 歴史
ラウンズ郡は1825年12月23日に設立された。郡名はサウスカロライナ州の著名な弁護士かつ同州選出アメリカ合衆国下院議員を務めたウィリアム・ジョーンズ・ラウンズに因んで名付けられた。ラウンズの父でサウスカロライナ州知事を務めたローリンズ・ラウンズは、アメリカ独立戦争の指導者だった。

## 地理
アメリカ合衆国国勢調査局に拠れば、郡域全面積は510.63平方マイル (1,322.5 km2)であり、このうち陸地504.22平方マイル (1,305.9 km2)、水域は6.41平方マイル (16.6 km2)で水域率は1.26%である。

### 主要高規格道路

#### 州間高速道路
- 州間高速道路75号線

#### アメリカ国道
- アメリカ国道41号線
- アメリカ国道41号線産業道路
- アメリカ国道84号線
- アメリカ国道221号線

#### ジョージア州道
- ジョージア州道7号線
- ジョージア州道7号線代替路
- ジョージア州道7号線産業道路
- ジョージア州道31号線
- ジョージア州道38号線
- ジョージア州道94号線
- ジョージア州道122号線
- ジョージア州道125号線
- ジョージア州道133号線
- ジョージア州道135号線
- ジョージア州道376号線
- ジョージア州道401号線

### 隣接する郡
- バーリン郡 - 北
- ラニア郡 - 北東
- エコルズ郡 - 東
- ハミルトン郡 (フロリダ州) - 南東
- マディソン郡 (フロリダ州) - 南西
- ブルックス郡 - 西
- クック郡 - 北西

## 人口動態
以下は2000年国勢調査による人口統計データである。
| 基礎データ - 人口: 92,115人 - 世帯数: 32,654 世帯 - 家族数: 22,237 家族 - 人口密度: 71人/km2（183人/mi2） - 住居数: 36,551軒 - 住居密度: 28軒/km2（72軒/mi2） 人種別人口構成 - 白人: 62.00% - アフリカン・アメリカン: 33.99% - ネイティブ・アメリカン: 0.37% - アジア人: 1.20% - 太平洋諸島系: 0.05% - その他の人種: 1.08% - 混血: 1.32% - ヒスパニック・ラテン系: 2.66% 年齢別人口構成 - 18歳未満: 26.2% - 18-24歳: 15.1% - 25-44歳: 31.3% - 45-64歳: 18.5% - 65歳以上: 9.0% - 年齢の中央値: 30歳 - 性比（女性100人あたり男性の人口） - 総人口: 98.9 - 18歳以上: 97.6 | 世帯と家族（対世帯数） - 18歳未満の子供がいる: 35.3% - 結婚・同居している夫婦: 48.5% - 未婚・離婚・死別女性が世帯主: 15.9% - 非家族世帯: 31.9% - 単身世帯: 24.2% - 65歳以上の老人1人暮らし: 7.6% - 平均構成人数 - 世帯: 2.61人 - 家族: 3.14人 収入と家計 - 収入の中央値 - 世帯: 32,132米ドル - 家族: 41,580米ドル - 性別 - 男性: 28,411米ドル - 女性: 20,755米ドル - 人口1人あたり収入: 16,683米ドル - 貧困線以下 - 対人口: 18.3% - 対家族数: 13.9% - 18歳未満: 22.8% - 65歳以上: 17.3% |

## 都市と町

### 法人化自治体
- バルドスタ - 郡庁所在地

### 未編入の町
- バーレッツ
- ベミス
- クライアットビル
- デルマー
- ミネオラ
- ネイラー
- ツインレイクス

## レクリエーション
- グランドベイ
- ワイルド・アドベンチャーズ
- バルドスタ・ウェイク・コンパウンド[6]